# برایان چیپندیل (بازیکن فوتبال)
برایان چیپندیل (انگلیسی: Brian Chippendale؛ زادهٔ ۲۹ اکتبر ۱۹۶۴) بازیکن فوتبال اهل بریتانیا است.
از باشگاه‌هایی که در آن بازی کرده‌است می‌توان به باشگاه فوتبال یورک سیتی، باشگاه فوتبال پرستون نورث اند، باشگاه فوتبال برنلی، و باشگاه فوتبال برادفورد سیتی اشاره کرد.